# Попов Лог
Попов Лог — упразднённая в декабре 2020 года деревня, находившаяся на территории в Новолялинского городского округа Свердловской области России.

## Географическое положение
Деревня располагалась в 7 километрах к востоку-юго-востоку от города Новая Ляля, на левом берегу реки Отва (правого притока реки Ляля).

## История
В декабре 2020 года внесен законопроект об упразднении деревни. Деревня была упразднена областным законом 155-ОЗ от 23 декабря 2020 года.

## Население
| 2002 | 2010 |
| ---- | ---- |
| 17   | ↘4   |

Структура
По данным переписи 2002 года национальный состав следующий: русские — 100 %